# Jérôme Laurin
Hieronymus Lauwerijn (Jeronimus Lauwerin, Jeronimus Lauwerijn, Jeromme Lauweryn, etc. ; en français : Jérôme Laurin), né à Bruges vers 1450 et mort à La Haye le 1er août 1509, était seigneur de Watervliet, de Waterdyck, de Poortvliet et de Nieuwvliet qui servait les gouvernements de trois souverains des Pays-Bas : Maximilien Ier, son fils Philippe le Beau et sa fille Marguerite d'Autriche.  Comme les nantis de son temps, il investit sa fortune dans la poldérisation des Flandres.

## Jérôme Laurin de Watervliet
Jérôme était le fils naturel de Bavon Laurin et de Barbara Roels.  Il fut légitimé en mai 1479.  Le 8 août 1485, il épousa Jacqueline Peyaerts (ou Pedaert [ ? ], décédée le 4 mai 1502), qui était la fille de Mathieu, le doyen des commerçants de Gand, reçu chevalier le mois précédent lors d'une cérémonie publique sur la place du marché du vendredi de Gand.  Après la mort de sa première épouse, Jérôme Laurin se remaria, avec Elisabeth van Roye(Marie Strabant ?).
En 1483, il acheta un fief de sept arpents (en moyen néerlandais : gemet) à Saint-Pierre-sur-la-Digue.  En février 1486, il acquit un fief dans la région de Furnes et, en 1499, il achètera le fief Oostwoestine à Schoondijke.
Ayant commencé sa carrière comme commis du receveur général de Flandre en 1477, il devint, en 1486, receveur du pays du Franc de Bruges, une fonction qu'il allait occuper jusqu'en 1498, bien que l'exercice de cette fonction lui coûtât presque la vie en 1488, lorsqu'il fut arrêté par les habitants rebelles de Bruges qui avaient emprisonné Maximilien d'Autriche au marché et qui avaient demandé des comptes aux fonctionnaires comptables.  Lors de ces événements, différents notables bourguignons avaient trouvé la mort, y compris Pieter Lanchals à Bruges et Mathieu Peyaert, beau-père de Laurin, à Gand.
En 1499, il fut nommé trésorier général des domaines et des finances, atteignant ainsi les plus hauts degrés de la fonction publique.  Quatre ans plus tard, en 1503, il sera anobli par Philippe le Beau.

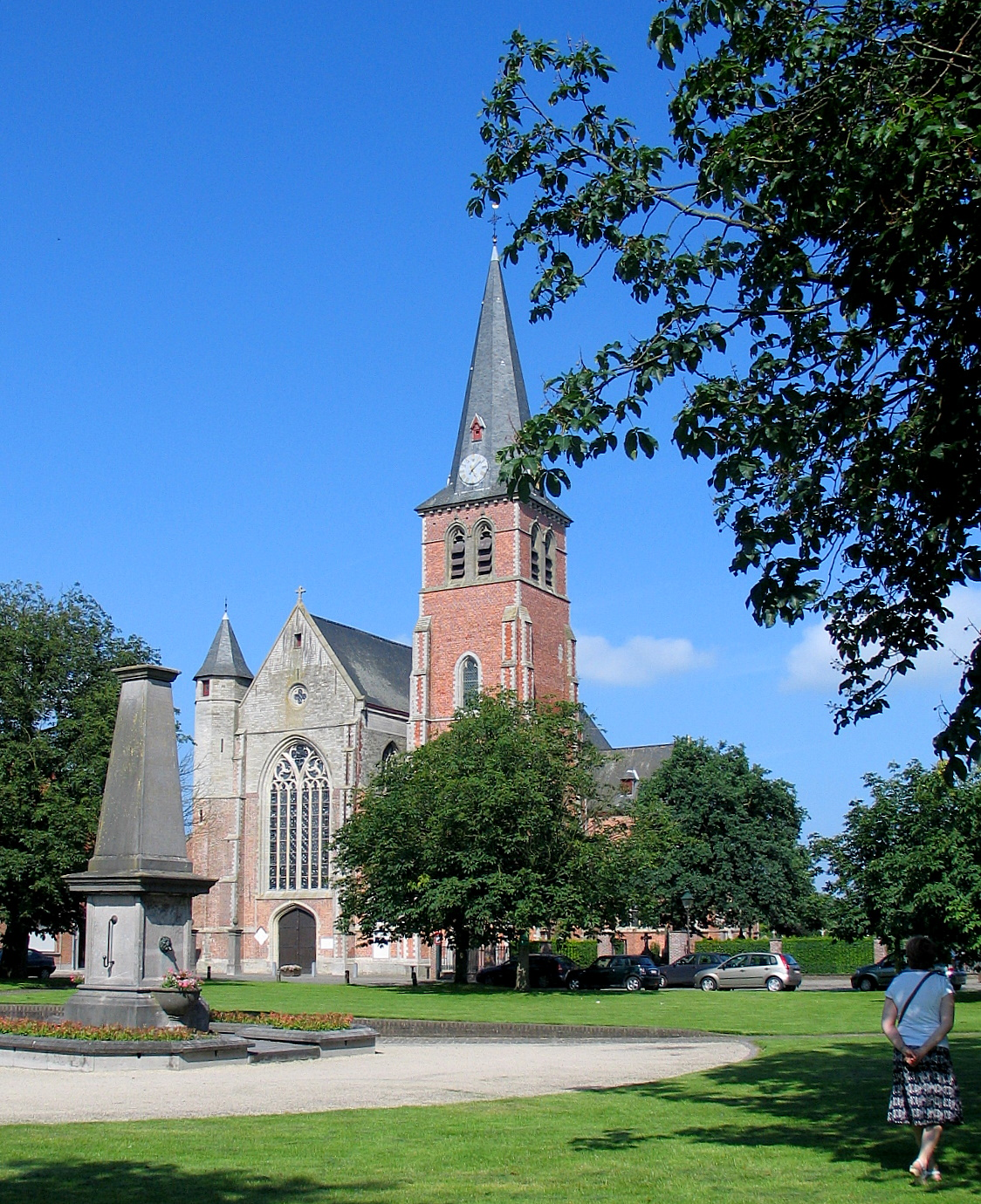
L'église Notre-Dame de l'Assomption de Watervliet, construite à l'initiative de Jérôme Laurin.

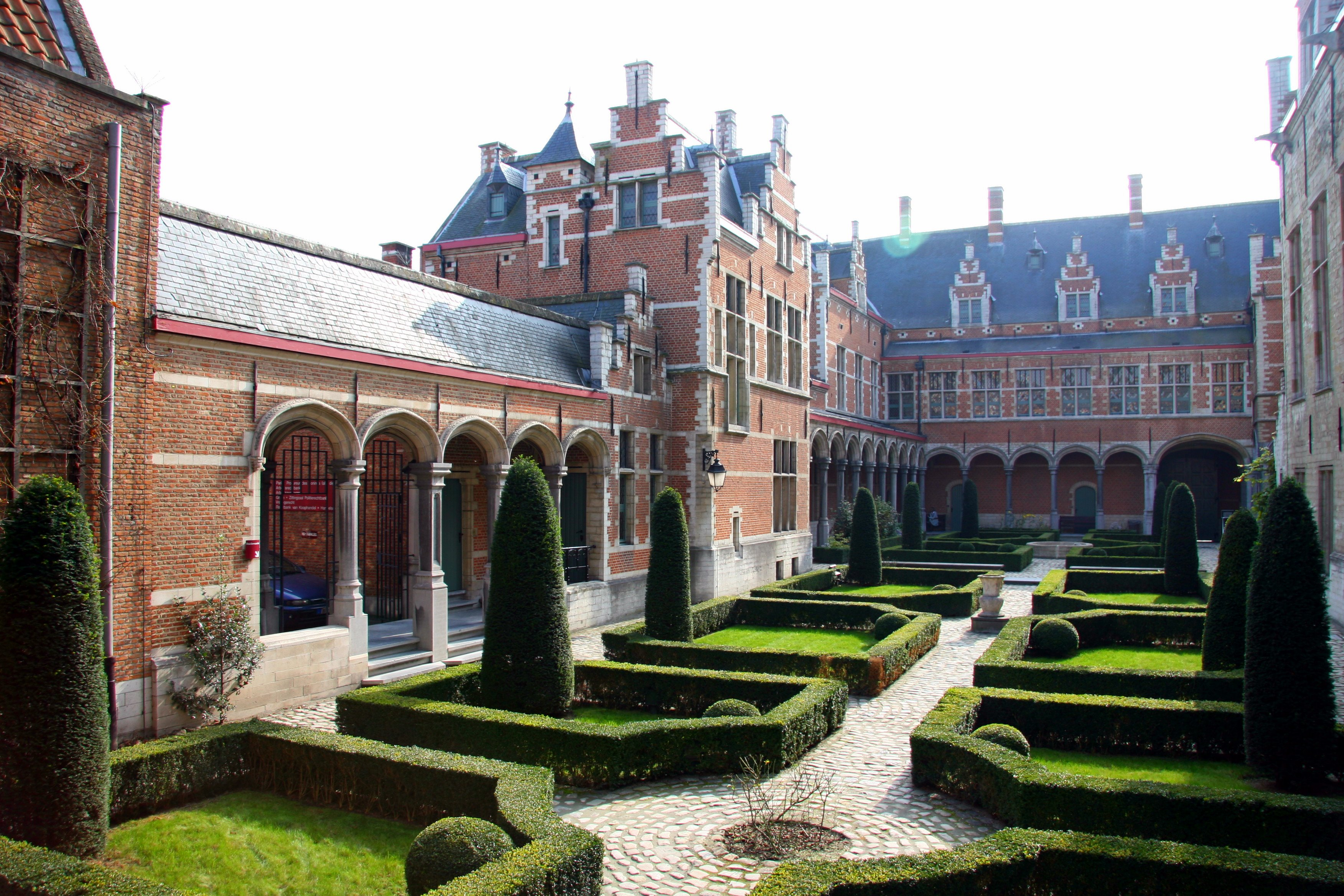
Palais de Marguerite d'Autriche (actuel palais de justice de Malines), qui correspond à l'hôtel particulier de Jérôme Laurin après sa rénovation et son extension.

En 1501, il acheta des terres endiguées à Biervliet et Boekhoute à Philippe le Beau.  En 1501, on le mentionne comme tenancier du Bourg de Bruges et, en 1503, le chevalier (en moyen néerlandais : ruddre) est mentionné comme tenancier du domaine féodal Oostburg-Barsant.
En tant qu'investisseur, il s'occupa de l'assèchement de terres, gagnées sur la mer, en Flandre.  Entre 1501 et 1506, il fonda le Saint-Christophepolder, le Jérômepolder, le Philippinepolder et quelques autres polders dans la région de l'Escaut.  
Selon la légende, Laurin se retrouva, avec son navire, dans une tempête sur l'Escaut occidental.  Dans son angoisse de la mort, il fit le vœu de construire une église en l'honneur de Notre-Dame à l'endroit exact où il pourrait débarquer sain et sauf.  Ayant fait endiguer polder après polder dès 1497, il fonda, en 1504, la ville de Watervliet, où il construisit l'église et un moulin à lin.  Deux ans plus tard, il fonda la ville de Philippine dans le polder homonyme qui tient son nom de Philippe le Beau.  Les villes seigneuriales de Watervliet et de Philippine dépendaient directement de la Chambre légale de Flandre. 
Jérôme Laurin reste non seulement célèbre comme homme d'affaires, mais non moins comme amateur de musique.  Probablement entre 1495 et 1507, il compila un chansonnier qui comprend des œuvres destinées à être chantées dans le cercle familial.  Ce recueil est aujourd'hui conservé à Londres comme manuscrit Add. 35.087 de la Bibliothèque britannique et contient des œuvres essentiellement profanes (seulement environ 13 % des pièces sont des motets).  Le chansonnier comprend surtout 63 chansons françaises et 25 chansons polyphoniques néerlandaises, dont la plupart sont destinées à trois voix.  La plupart des compositions du recueil sont anonymes.  On connaît néanmoins quelques auteurs, dont Josquin, Loyset Compère, Jean Mouton et Antoine de Févin.  On ne connaît pas les noms des compositeurs des chansons néerlandaises, à l'exception de celui d'une seule chanson attribuée, dans le manuscrit, à un certain Laurentius, peut-être Jérôme Laurin lui-même.
En 1508, sous le règne de Marguerite d'Autriche, qui avait repris son hôtel à Malines pour y installer sa résidence, il se retira pour raisons de santé.  Un an plus tard, il mourut à La Haye, après avoir rédigé son testament le 1er juillet 1509.  Sa pierre tombale se trouve dans l'église Notre-Dame de l'Assomption de Watervliet.
Son petit-fils Marcus Laurin (latinisé : Marcus Laurinus) était un célèbre humaniste, numismate et mécène.